# Tatuerad torso (film)
Irene Huss – Tatuerad Torso är en svensk thriller från 2007. Det är den första filmen i den första omgången med filmer om kriminalkommissarie Irene Huss.

## Handling
På en strand i Göteborg påträffas delar av en styckad manskropp. Det enda som finns att gå på är en tatuering på torson. Irene Huss hittar ett liknande tidigare fall som tar henne till Köpenhamn, där hon också tvingas att leta efter en väninnas dotter som försvunnit. Likfyndet blir upptakten på fler otäcka mord som leder Irene in i Köpenhamns undre värld.

## Rollista (urval)
Återkommande
- Angela Kovács – Irene Huss
- Reuben Sallmander – Krister Huss
- Mikaela Knapp – Jenny Huss
- Felicia Löwerdahl – Katarina Huss
- Lasse Brandeby - Sven Andersson
- Dag Malmberg – Jonny Blom
- Anki Lidén – Yvonne Stridner
- Emma Swenninger – Birigtta Moberg
- Eric Ericson – Fredrik Stridh

I detta avsnitt
- Bjarne Henriksen – Jens Metz
- Junix Inocian – Tom Tanaka
- Claus Gerving – Peter Møller
- Anders Heinrichsen – Emil Bentzen
- Fredrik Hammar – Basta
- Jenny Lindqvist – Isabell
- Evalena Ljung Kjellberg – Monika Lind
- Emil Klingvall – Henning Oppdahl
- Jannike Grut – hotellreceptionist
- Ida Linnertorp – Petra
- Göran Forsmark – klubbägaren
- Søren Stærmose – Svend Blokk